# Groot akkerscherm
Groot akkerscherm  (Ammi majus) is een plant uit de schermbloemenfamilie.
De soort werd door Linnaeus vermeld in zijn Species plantarum uit 1753.

## Ecologie en verspreiding
Groot akkerscherm prefereert half beschaduwde, warme, zwak basische tot basische (kalkrijke) en stikstofrijke, vaak zandige bodems. De plant komt oorspronkelijk uit de Mediterrane regio, West-Azië en Macaronesië. Het verschil met fijn akkerscherm ligt vooral daarin dat de gezaagde slippen van de onderste bladeren veel breder zijn dan die van de bovenste bladeren. Verder worden de schermstralen (in dit geval 9-40) tijdens de vruchtrijping niet dik en krommen ze ook niet naar binnen. Naast adventieve invoer met onder andere granen is de herkomst waarschijnlijk ook te danken aan verwildering vanuit de toenemende teelt als snij- en sierplant. Het taxon wordt, net als fijn akkerscherm al sinds oude Egyptenaren tegen tal van medische kwalen gebruikt.

### Ecologie
- Levensduur: eenjarig
- Levensvorm: therofyt
- Bloeitijd: juni-juli